# ايرو إيه 34
ايرو إيه 34 (بالإنجليزية: Aero A.34)‏ هي طائرة رياضية خفيفة بمقعدين. أنتجت في سلوفاكيا. من صناعة ايرو فودوتشودي. كان أول طيران لها في 1929.